# Programme de forages océaniques

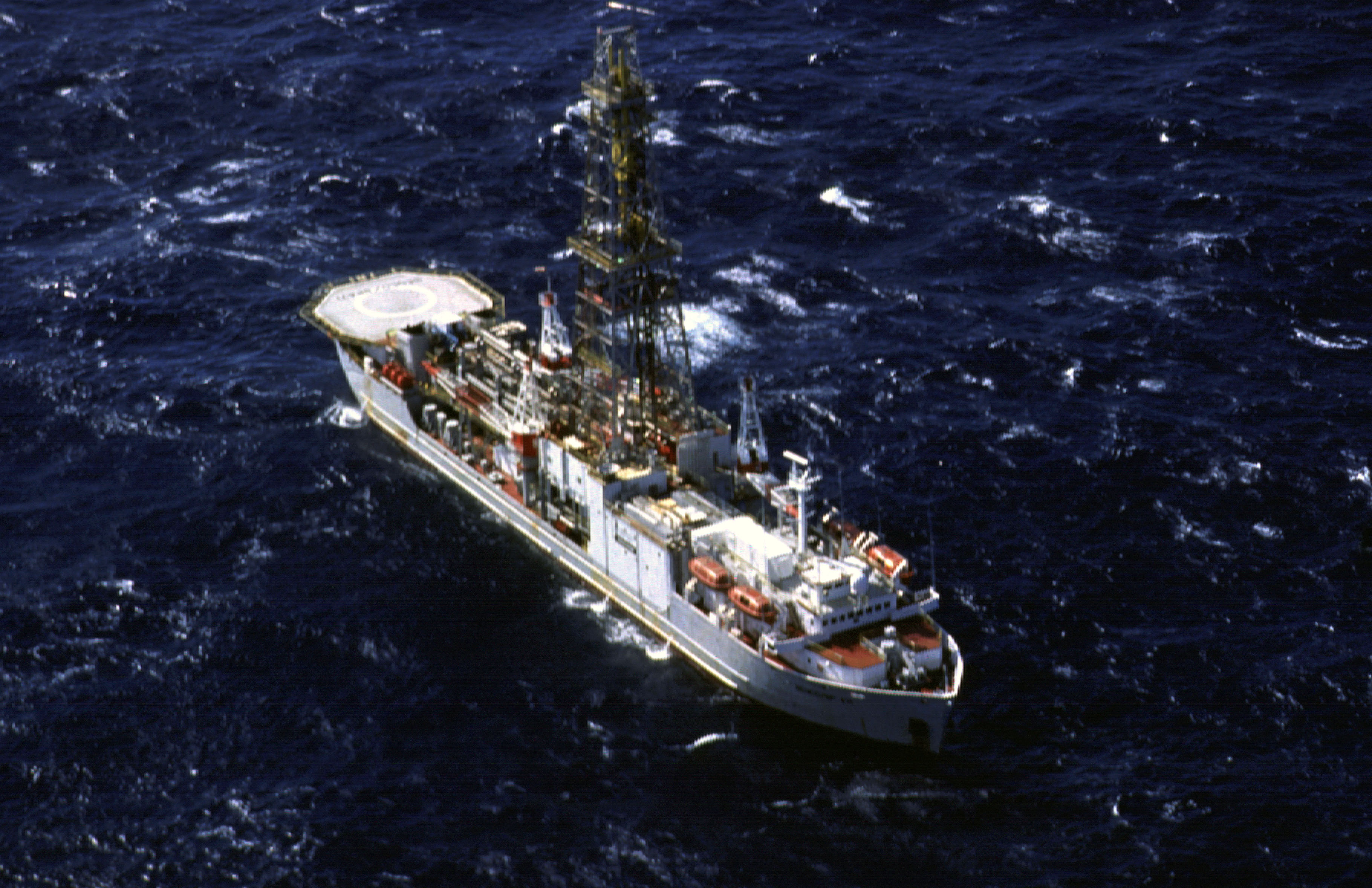
Le navire de forage JOIDES Resolution utilisé par l'Ocean Drilling Program.

Le Programme de forages océaniques (en anglais Ocean Drilling Program ou ODP) est un programme scientifique international d'exploration et d'étude des fonds sous-marins par la réalisation de forages.
Le programme ODP, qui est actif de 1985 à 2004, est le successeur du Deep Sea Drilling Program (en). Il utilise le navire de forage JOIDES Resolution. Il est financé par l'Australie, l'Allemagne, la France, le Royaume-Uni et un consortium de 12 autres pays. Le programme a réalisé 110 expéditions amenant de nombreux résultats scientifiques.
En 2004, l'ODP est suivi par le Programme intégré de forages océaniques.

## Chronologie des programmes de forage océanique
| Début | Fin  | Nom français                                     | Nom anglais                           | Acronyme | Navires                  |
| ----- | ---- | ------------------------------------------------ | ------------------------------------- | -------- | ------------------------ |
| 1968  | 1983 | Projet de forages marins profonds                | Deep Sea Drilling Project             | DSDP     | Glomar Challenger        |
| 1985  | 2004 | Programme de forages océaniques                  | Ocean Drilling Program                | ODP      | JOIDES Resolution        |
| 2004  | 2013 | Programme intégré de forages océaniques          | Integrated Ocean Drilling Program     | IODP     | JOIDES Resolution Chikyū |
| 2013  |      | Programme international de découverte de l'océan | International Ocean Discovery Program | IODP     | JOIDES Resolution Chikyū |